# Il était une fois un merle chanteur
Pour plus de détails, voir Fiche technique et Distribution.
Il était une fois un merle chanteur (en géorgien : იყო შაშვი მგალობელი, Iko shashvi mgalobeli, en russe : Жил певчий дрозд) est un film soviétique réalisé par Otar Iosseliani, sorti en 1970. Le film, longtemps interdit à l'exportation[réf. nécessaire], n'a été distribué en France qu'en 1974.

## Synopsis
Tbilissi, capitale de la Géorgie. Guia Agladze est timbalier dans l'Orchestre symphonique. Sa vie professionnelle se résume à donner un coup de timbale au début et à la fin d'un concert. Mais, il est distrait et arrive toujours le dernier... Sans cesse en mouvement, toujours sur le point d'être en retard ou de manquer un rendez-vous, Guia vit comme un oiseau sur la branche. Parfaitement insaisissable, on ne sait jamais où le trouver... Il est pourtant doté de multiples dons et son charme est irrésistible. Un jour, destin cruel, pressé comme à l'habitude et troublé par les silhouettes de jolies filles, Guia trouve la mort dans un accident de la circulation...

## Fiche technique
- Titre : Il était une fois un merle chanteur
- Titre original : Iko shashvi mgalobeli
- Titre en langue russe : Жил певчий дрозд
- Réalisation : Otar Iosseliani
- Scénario : Otar Iosseliani, Dimitri Eristavi, Semion Lounguine, Ilya Nousinov, Otar Mekhrichvili, Chermazan Kakichachvili
- Musique : Taimuraz Bakuradze
- Photographie : Abesalom Maisuradze
- Décors : Dimitri Eristavi
- Son : Tenguiz Nabobachvili
- Montage : Djoulia Bezouachvili
- Sociétés de production : Kartuli Pilmi, Georgian-Film, Gruziya Film
- Pays d'origine :  Union soviétique
- Langues originales : géorgien et russe
- Format : noir et blanc - 35 mm - mono
- Genre : comédie dramatique
- Durée : 82 minutes
- Date de sortie :
  - Union soviétique : 6 décembre 1970 (Tbilissi) ; 11 juillet 1972 (sortie nationale)
  - France : mai 1974 (Festival de Cannes) ; 11 décembre 1974 (sortie nationale)

## Distribution
- Guéla Kandelaki : Guia Agladze
- Irina Djandieri :
- Goghi Tchkheidze : Goghi
- Elena Landia : la mère
- Djansug Kakhidze : le chef d'orchestre[1]
- Robert Sturua : Sosso
- Marina Kartsivadze
- Zourab Nijaradze
- Maka Makharadze
- Dea Ivanidze

## Commentaires et analyse
« Le film est double, et doublement brillant », estime Jacques Lourcelles. « Côté pile, le côté de l'actualité, il offre le portrait très contemporain du citoyen soviétique » le plus inconsciemment réfractaire au régime dans lequel il vit, écrit-il. « Un être étranger à tout système (...), non par dogmatisme ou par volonté, mais par caractère. »
Guia, le héros du film d'Otar Iosseliani, possède, toutefois, « un charme fou. Sous son regard, Tbilissi prend des faux airs de Naples. Le grand défaut de Guia est l'inexactitude. Il n'a pas le sens du temps. Ou plutôt, il refuse d'obéir à ses ordres. Le temps, pour lui, n'est pas une cage, mais un tapis volant. »
Il était une fois un merle chanteur (c'est le titre d'une chanson populaire), c'est donc aussi, « côté face, le côté de l'éternité, on a la description en mouvement d'un caractère universel, digne d'un portrait de La Bruyère. » « Guia a de quoi inquiéter les anxieux, car il s'apparente au tchoudak (l'original), cher à Vassili Choukchine. »
Tout au long du film, l'oisiveté de Guía est en contraste avec le professionnalisme des travailleurs : Guia rencontre dans son odyssée oisive une biologiste, un professeur de physique, un chirurgien, un géomètre, un cadreur, un horloger ; et le travail de la vigne est évoqué à la fin du film. Quand il demande à sa mère de le laisser travailler, il ne parvient qu'à inscrire quelques clés de sol sur une partition vierge.
« Rien de plus méditerranéen que ce film soviétique. On y respire un parfum de nonchalance et d'insolence auquel les ouvrages de la Mosfilm ne nous avaient guère habitués. » « D'une légereté souvent poignante », le film est, néanmoins, volontairement ambigu. « Iosseliani a détruit son sympathique héros pour la clarté de la conclusion : il était une fois un merle chanteur. Voltigeant dans la vie. Il paraissait talentueux, presque indispensable. Et qu'a-t-il créé, laissé aux autres ? (...) La morale est claire. Le balancier nous appelle à songer non à la mort, mais à la vie, à son sens, à son exigence envers chacun. »
La musique a un rôle essentiel tout au long du film : des extraits de la Passion selon saint Matthieu - Erbarme dich, des musiques traditionnelles géorgiennes, des airs d'opéra.
Dans un texte intitulé Le temps obsessionnel[Où ?][Quand ?], le psychanalyste Daniel Sibony illustre une réflexion sur le temps à partir du film d'Otar Iosseliani. « Un vieux film illustre cet escamotage du temps par un névrosé sympathique. Cela s'appelle Il était une fois un merle chanteur. Le jeune homme est séduisant, même à son insu, avec cet air d'absence qui le fait courir de-ci, de là. (...) Il meurt, on s'en doute, d'un accident de la circulation. Sa montre, après le choc, faisait son tic-tac de toujours, mais elle n'avançait pas. La tige qui convertit en mouvement cette petite agitation s'appelle, paraît-il, la verge d'échappement.  L'échappement était donc mort, à l'image du temps que vivait cet homme (...) »
Jean de Baroncelli livre, à propos de cette scène tragique, la réflexion suivante : « Cette montre qui se remet en marche, signifie-t-elle que Guia a faussé compagnie à la mort, comme il l'a faussée si souvent à ses maîtres et à ses copains, ou bien - ce qui est plus probable - veut-elle dire que, Guia disparu, le temps a retrouvé ses droits ? Optimistes et pessimistes choisiront la solution qui leur convient. »

## Distinction
- Meilleur film étranger[Quoi ?], Italie, 1974[réf. nécessaire]